# سلسفي متجمع
السلسفي المتجمع (باللاتينية: Scorzonera scopariiformis) نوع نباتي ينتمي إلى جنس السلسفي من الفصيلة النجمية.

## الموئل والانتشار
موطنه بلاد الشام.